# Ceraticelus
Ceraticelus är ett släkte av spindlar. Ceraticelus ingår i familjen täckvävarspindlar.

## Dottertaxa tillCeraticelus, i alfabetisk ordning[1]
- Ceraticelus agathus
- Ceraticelus albus
- Ceraticelus alticeps
- Ceraticelus atriceps
- Ceraticelus berthoudi
- Ceraticelus bryantae
- Ceraticelus bulbosus
- Ceraticelus carinatus
- Ceraticelus crassiceps
- Ceraticelus creolus
- Ceraticelus emertoni
- Ceraticelus fastidiosus
- Ceraticelus fissiceps
- Ceraticelus innominabilis
- Ceraticelus laetabilis
- Ceraticelus laetus
- Ceraticelus laticeps
- Ceraticelus limnologicus
- Ceraticelus micropalpis
- Ceraticelus minutus
- Ceraticelus nigripes
- Ceraticelus orientalis
- Ceraticelus paludigenus
- Ceraticelus paschalis
- Ceraticelus phylax
- Ceraticelus pygmaeus
- Ceraticelus rowensis
- Ceraticelus savannus
- Ceraticelus silus
- Ceraticelus similis
- Ceraticelus subniger
- Ceraticelus tibialis
- Ceraticelus tumidus
- Ceraticelus vesperus